# Марчук Олег Вікторович
Олег Вікторович Марчук (нар. 3 липня 1997) — український футболіст, півзахисник та нападник.

## Життєпис
Вихованець ДСШ (Ковель), у складі якої виступав у ДЮФЛУ. Доросло футбольну кар'єру розпочав в аматорських футбольних та футзальних командах «Ковель-Волинь». У сезоні 2013/14 років виступав у Першій лізі чемпіонату України з футзалу за «Апперкот» (Ковель). Потім знову виступав у чемпіонаті Волинської області за «Ковель-Волинь».
На початку березня 2017 року, незважаючи на заборону реєстрації нових гравців, підписав контракт з «Волинню». Дебютував у футболці луцького клубу 15 липня 2017 року в програному (0:1) виїзному поєдинку 1-о туру Першої ліги проти чернігівської «Десни». Олег вийшов на поле в стартовому складі та відіграв увесь матч, а на 34-й хвилині отримав жовту картку. У сезоні 2017/18 років зіграв 22 матчі в Першій лізі та 1 поєдинок у кубку України. Наступний сезон також розпочав у «Волині», проте потрапив до заявки лише на один матч Першої ліги, в якому на футбольне поле так і не вийшов.
У середині липня 2018 року перейшов до «Вереса». Дебютував у футболці рівненського клубу 22 липня 2018 року в програному (0:1) домашньому поєдинку 1-о туру групи А Другої ліги проти хмельницького «Поділля». Марчук вийшов на поле в стартовому складі та відіграв увесь матч, а на 79-й хвилині отримав жовту картку. Проте цей матч виявився єдиним у складі «Вереса» й по завершенні сезону півзахисник залишив рівненський клуб.
Наприкінці липня 2018 року півдписав контракт з «Інгульцем». У футболці петрівського клубу дебютував 3 серпня 2018 року в переможному (2:0) домашньому поєдинку 2-о туру Першої ліги проти волочиського «Агробізнесу». Олег вийшов на футбольне поле на 88-й хвилині, замінивши Ніку Січінаву. 

## Титули і досягнення
- Володар Кубка Киргизстану: 2024